# Hallencreutz
Hallencreutz  är en svensk utdöd adelsätt (även Hallencreutz af Wedevåg) och en nu levande borgerlig släkt.
Den 31 december 2022 var 62 personer folkbokförda i Sverige med namnet Hallencreutz.

## Historik
Som ättens stamfader anges Östen Jonsson som var bonde i byn Hallen i Nordmalings socken. Hans son Jonas Oestiani Halenius var komminister i Umeå, undertecknade beslutet från Uppsala möte 1593 och blev kyrkoherde i Bergsjö. Han var gift med en syster till ärkebiskop Petrus Kenicius från Bureätten och fick med henne flera barn, däribland kyrkoherden i Bergsjö Jonas Jonae Halenius (död 1680) och Johannes Jonae Halenius, stamfader för adelsätten Hallenstedt.
Jonas Jonae Halenius var gift med Brita Danielsdotter Berg, och fick med henne sonen Laurentius Jonæ Halenius som var verksam som lärare vid Uppsala universitet och sedan blev kyrkoherde i Söderala. Med sin hustru Catharina Kram fick den senare sönerna Engelbert Halenius, som var biskop, och Claes Halenius.
Denne Engelbert Halenius var gift med Ulrica Djurberg, dotter till Daniel Djurberg och Margaretha Theel från Söderhamn. Deras söner blev adlade för faderns förtjänster på namnet Hallencreutz år 1775, och introducerade på nummer 2016. Dessa söner var Lars Hallencreutz, teologie doktor och kontraktsprost, Daniel Hallencreutz som var adjunkt i fysik vid Uppsala universitet, samt Johan Hallencreutz som var bergmästare i Södermanland och bergsråd. Endast Lars Hallencreutz fick barn. Han var gift med Christina Charlotta Grundelstjerna. Två söner förde ätten vidare, nämligen bibliotekarien Sten Hallencreutz, gift första gången med en från släkten Halenius och andra gången med sin kusins sondotter Hallencreutz. Han slöt själv sin ättegren eftersom inga barn överlevde honom eller fick egna barn. Lars Hallencreutz andre son Lars Albin Hallencreutz var kapten och riddare av Svärdsorden samt gift med Ebba Charlotta Karp, och de fick en dotter som gifte sig till Ovansjö med Victor Theodor Unge. Därmed slocknade den äldre ätten Hallencreutz.
Biskopen Engelbert Halenius bror Claes Halenius (1708-1783) var brukspatron på Wedevåg och fick sedermera krigsråds titel. Han adopterades 1788 på sina kusiners namn Hallencreutz och nummer 2016. Hans adopterade gren kallas Hallencreutz af Wedewåg. Han var gift med handelsmandottern Christina Elisabeth Burchardt från Stockholm. Denna ättelinje fortlevde till en bit in på 1900-talet i Sverige.
Dottern Ulrica Elisabeth gifte sig Modée, och sönerna Lars Johan och Claes Hallencreutz var brukspatroner och ägare av Wedevåg och Qvarnbacka. Claes avled barnlös och testamenterade sina egendomar till sina brorsöner. Lars Johan Hallencreutz var gift med Anna Catharina Victorin, vars far var brukspatron på Qvarns bruk. Äldste sonen Lars Gustaf var bosatt i Hamburg, brukspatron och riddare av Vasaorden, men avled ogift. Yngste sonen Claes Hallencreutz var överste och tulldistriktschef i Skåne, samt under finska kriget officer i Västerbottens regemente. Han var gift med grosshandlardottern Lovisa Catharina Hultgren från Stockholm.
De sistnämnda makarnas son Carl Ludvig utvandrade till Paris där han blev kompositör och kallade sig Louis Hall. Dottern Anna Lovisa gifte sig med ovannämnde bibliotekarie Sten Hallencreutz. En dotter gifte sig von Vegesack och en med postmästare Nils Wetterström. Sonen magister Gustaf Julius var ogift. Sonen Fabian var kustchef och gift med Charlotta Eugenie Maximiliana Malmberg. Deras son Eberhard Hallencreutz utflyttade till USA.
Sedan den adliga ätten dött ut omkring 1930 upptog Louis Halls brors styvson ryttmästaren Fredrik Anders Lorentz Ståhle namnet Hallencreutz och blev på så sätt stamfar för en borgerlig släkt med detta namn. Dit hör konstnärinnan Olga Raphael Hallencreutz och professorn i missionsvetenskap vid Uppsala universitet Carl Fredrik Hallencreutz.

## Personer med efternamnet Hallencreutz
- Carl Fredrik Hallencreutz (1934–2001), teolog, professor i missionsvetenskap
- Claes Hallencreutz (1778–1841), militär
- Gösta Hallencreutz (1881–1952), iillustratör och dekorationsmålare
- Ludvig Hallencreutz, känd som Louis Hall (1814–1857), pianist och tonsättare verksam i Paris
- Olga Raphael Hallencreutz (1887–1967), skådespelare, konstnär och författare